# Трутнев, Алексей Григорьевич
Алексей Григорьевич Трутнев (30 марта 1898, Понетаевка, Арзамасский уезд, Нижегородская губерния, Российская империя — 11 сентября 1974) — советский учёный в области почвоведения и агрохимии, член-корреспондент ВАСХНИЛ (1956).

## Биография
Родился в с. Понетаевка Арзамасского уезда Нижегородской губернии.
С февраля 1917 года служил в российской армии. С 1918 г. красноармеец, участник Гражданской войны (Восточный фронт).
С 1921 г. после демобилизации — агроном в Военсовхозе Новгородской губернии.
Окончил рабфак (1923), Московскую сельскохозяйственную академию им. К. А. Тимирязева (1928, работал специалистом по полеводству Губземуправления г. Костромы) и аспирантуру Ленинградского отделения ВНИИ удобрений и агропочвоведения (ВИУА) (1930—1932). В 1932—1941 гг. старший научный сотрудник ВИУА.
С июня 1941 по декабрь 1945 г. служил в РККА, участник войны на Ленинградском фронте: красноармеец, командир отделения, командир взвода, командир роты, начальник штаба батальона, командир батальона, начальник штаба полка МПВО.
После демобилизации — руководитель лаборатории физики и механики почв Ленинградского отделения ВИУА (1945—1948).
В 1948—1954 гг. главный агроном Ленинградского областного управления сельского хозяйства.
С 1954 г. — в ЛГУ: заведующий кафедрой агрохимии, одновременно научный руководитель лаборатории корневого питания растений (1954—1971), консультант кафедры агрохимии (1971—1974).

Могила на Серафимовском кладбище

Похоронен на Серафимовском кладбище (6 уч.).
Сын — Юрий Алексеевич Трутнев, Герой Социалистического Труда.

## Научная деятельность

### Научные интересы
- проблемы освоения целинных и залежных земель северной части Нечерноземья,
- разработка теоретических основ рациональных севооборотов Северо-Западной зоны СССР,
- создание плодородных почв на выработанных торфяниках,
- вопросы корневого питания растений.

### Научные труды
Опубликовал около 100 научных трудов, в том числе 17 книг и брошюр. Сочинения:
- Целинные земли Европейского Севера СССР и их освоение. — М.; Л.: Сельхозгиз, 1953. — 239 с.
- Обработка целинных и залежных земель. — М.; Л.: Сельхозгиз, 1954. — 151 с.
- О системе земледелия. — Л.: Лениздат, 1956. — 155 с.
- Возделывание сельскохозяйственных растений на выработанных торфяниках. — М.; Л.: Сельхозгиз, 1963. — 200 с.
- Опыт эффективного применения удобрений. — Л.: Лениздат, 1965. — 168 с.

## Награды и звания
Доктор с.-х. наук (1952), профессор (1954), член-корреспондент ВАСХНИЛ (1956).
Награждён орденом Красной Звезды (1944), двумя орденами «Знак Почёта» (1948, 1957), 3 медалями.